# Rollenprüfstand

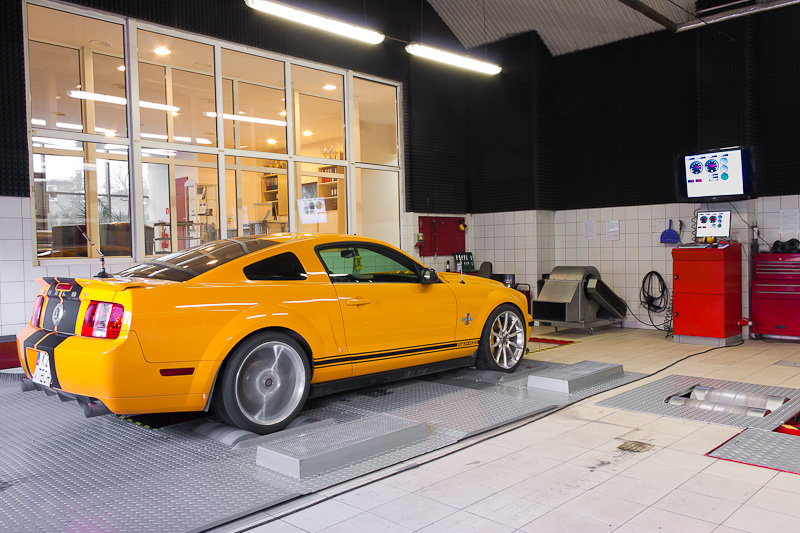
Allrad-Rollenprüfstand

Ein Rollenprüfstand ist ein Funktionsprüfstand für Fahrzeuge, bei dem die Leistungsmessung durch die Übertragung der Räder auf eine Rolle erfolgt. Gemessen wird üblicherweise die Antriebs- oder die Bremsleistung am Rad. Das Fahrzeug wird dabei auf eigener Achse auf den Prüfstand gebracht.

## Messung der Antriebsleistung

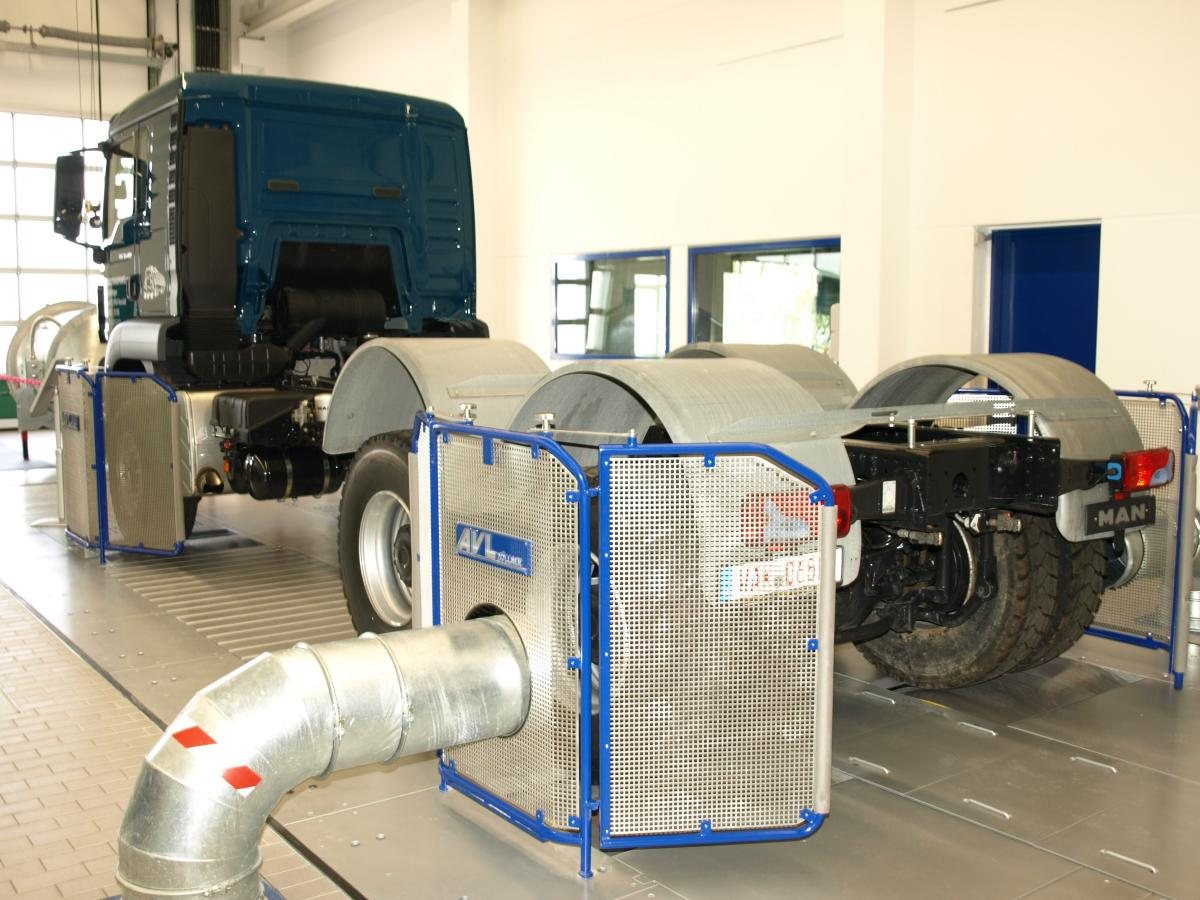
Rollenprüfstand LKW

Das Fahrzeug wird auf dem Prüfstand fixiert und im großen Gang durchbeschleunigt. Die Motordrehzahl wird dabei durch einen Drehzahlfühler abgegriffen. Bei länger andauernden Prüfungen wird der Fahrzeugkühler durch ein Gebläse angeblasen. Die Radleistung lässt sich auf zwei Arten ermitteln. Entweder durch Messen der Beschleunigung der Prüfstandsrollen, oder durch direkte Messung des auf die Rollen wirkenden Drehmoments. Im ersten Fall muss das Trägheitsmoment der Rollen bekannt sein. Aus dem Trägheitsmoment und der Hochlaufzeit kann das Antriebsmoment, und daraus über die Winkelgeschwindigkeit die Leistung bestimmt werden.

{\displaystyle M_{\text{Rad}}=J\cdot {\cfrac {\mathrm {d} \omega }{\mathrm {d} t}}}

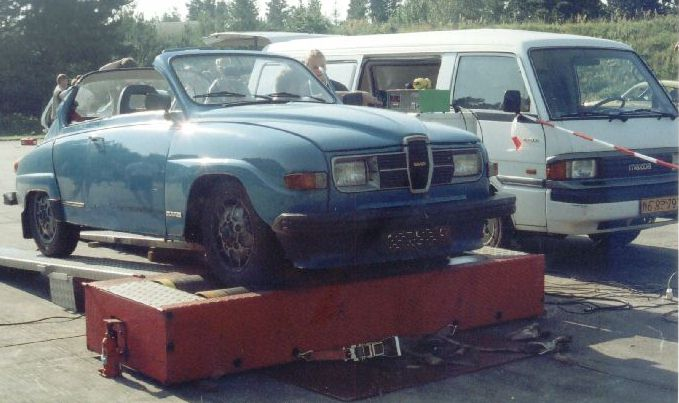
Mobiler Prüfstand für PKW

Im zweiten Fall werden die Rollen mittels einer angekoppelten Bremse gebremst und es wird dabei das Bremsmoment gemessen. In beiden Fällen muss die Leistung mit Hilfe der gemessenen Werte erst errechnet werden.
Mit Hilfe des Rollenprüfstands kann über die Radleistung indirekt die Motorleistung ermittelt werden. Will man die absolute Motorleistung wissen, die der Fahrzeugmotor an seiner Schwungscheibe abgeben kann, so muss u. a. noch die Verlustleistung im Antriebsstrang des Fahrzeugs (Getriebe, Achsantrieb etc.) und der Rollwiderstand der Reifen erfasst und zu der Radleistung hinzugezählt werden.
Die Messergebnisse sind in der Regel hinreichend genau, für genauere Ergebnisse müsste der Motor ausgebaut und auf einen speziellen Motorenprüfstand genommen werden.

## Messung der Bremsleistung
Bekannter und im Rahmen der Hauptuntersuchung häufig genutzt ist der Rollen-/Platten-Bremsenprüfstand zur Prüfung von Fahrzeugbremsen bei PKW, LKW oder Anhängern. Dabei werden die Prüfstandsrollen angetrieben und das erforderliche Antriebsmoment gemessen, bzw. aus der Drehzahl und der Leistungsaufnahme des Prüfstandsmotors errechnet. Einer der größten und leistungsfähigsten frei zugänglicher Rollenprüfstände der Welt, für Traktoren, Nutz- und Sonderfahrzeuge, wird von der Deutschen Landwirtschafts-Gesellschaft (DLG) betrieben.

## Bauarten
Bei den älteren Doppelrollenprüfständen drehen die Fahrzeugräder zwischen einer Stütz- und einer Bremsrolle, deren Durchmesser wesentlich kleiner ist als der Raddurchmesser. Beim Scheitelrollenprüfstand läuft das Fahrzeugrad auf einer sehr großen Rolle des Prüfstands, der Rollendurchmesser liegt in der Größenordnung 1 m. Auf Scheitelrollenprüfständen ist das Abrollen der Fahrzeugräder realistischer.

## Rollenprüfstände für Schienenfahrzeuge

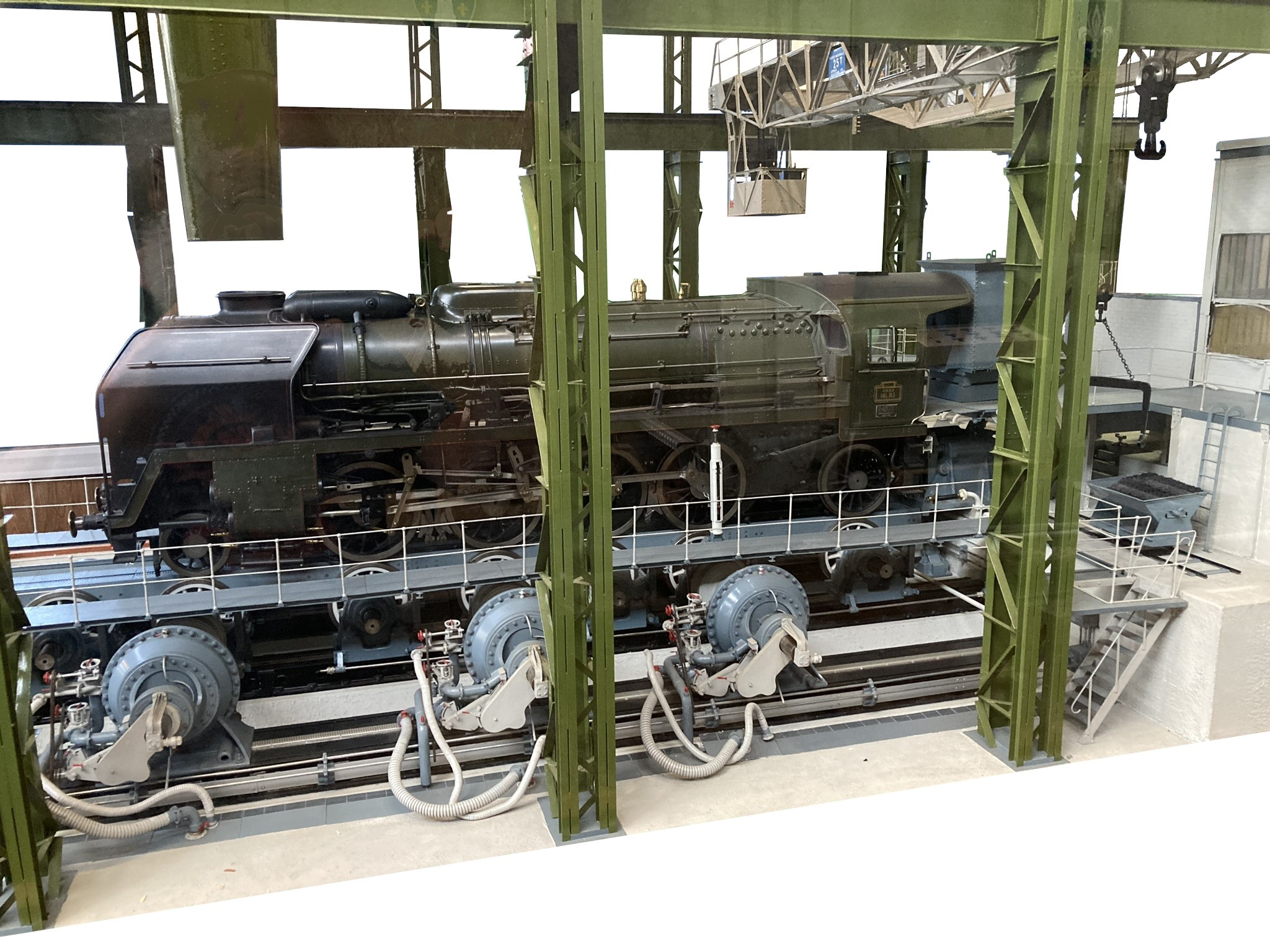
1:10-Modell des 1933 in Vitry-sur-Seine in Betrieb genommenen Rollenprüfstandes in Frankreich

Rollenprüfstände für Triebfahrzeuge wurden verwendet, um verschiedene Tests und Messungen an Schienenfahrzeugen unter Laborbedingungen durchzuführen. Die Prüfstände bestanden aus mehreren Rollen, die die Schienen simulierten, auf denen die Räder des Schienenfahrzeuge liefen. Typische Tests, die mit Lokomotiven und Triebwagen auf den Rollenprüfständen durchgeführt wurden, waren Leistungs- und Verbrauchsmessungen. Teilweise konnten die Rollen auch um die x-Achse geneigt, seitlich und vertikal bewegt werden, um Gleislagefehler und Kurven zu simulieren, so dass auch die Fahreigenschaften untersucht werden konnten. Dies ermöglichte auch die Untersuchung von Instabilitäten bei Fahrzeugen, die im Hochgeschwindigkeitsverkehr eingesetzt werden. Damit auch Wagen getestet werden konnten, verfügten einzelne Prüfstände angetriebene Rollen. Die Roll Dynamics Unit genannte Anlage im Transportation Technology Center in den Vereinigten Staaten konnte Geschwindigkeiten bis 480 km/h simulieren. Rollenprüfstände für Schienenfahrzeuge sind sehr teuer und wurden meist nur für einzelne Projekte genutzt, weshalb die meisten Rollenprüfstände in Originalgröße wieder abgebaut wurden. Für Forschung und Lehre werden aber weiterhin Rollenprüfstände in reduziertem Maßstab eingesetzt.
An folgenden Orten wurden Rollenprüfstände in Originalgröße gebaut: 
- Altoona, Pennsylvania, Vereinigte Staaten, Betreiber Pennsylvania Railroad, eröffnet 1904
- Swindon, Großbritannien, Betreiber Great Western Railway, eröffnet 1904
- Grunewald, Deutschland, Betreiber Lokomotiv-Versuchsamt Grunewald, eröffnet 1930
- Vitry-sur-Seine, Frankreich, Betreiber Office central d'études de matériel de chemins de fer (OCEM), später SNCF,[3] eröffnet 1933, in den 1990er Jahren abgebaut
- Rugby, Großbritannien, eröffnet 1948, London North Eastern Railway (LNER), 1984 abgebaut
- Japan, Railway Technical Research. Institute. eröffnet 1957
- Rollenprüfstand München-Freimann, Deutschland, eröffnet 1977,[4] geschlossen ca. 2003
- Pueblo, Colorado, Vereinigte Staaten, Transportation Technology Center, eröffnet 1978, abgebaut in den 1990er Jahren
- Ottawa, Kanada, National Research Council
- Chengdu, China, Fahrzeugversuchszentrum der Southwest Jiaotong University
- Uiwang Südkorea, Korea Rail Road Research Institute[5]